# Hwang Woo-seul-hye
Hwang Woo-seul-hye (황우슬혜?, Hwang UseulhyeLR, Hwang UsŭrhyeMR), pseudonimo di Hwang Jin-hee (황진희?, Hwang JinhuiLR, Hwang ChinhŭiMR; Seul, 10 agosto 1979), è un'attrice sudcoreana.
Ha debuttato interpretando lo stereotipo della "bionda stupida" nella commedia nera Miss Hongdangmu (2008), per cui è stata candidata come miglior attrice emergente ai Blue Dragon Film Award e ai Baeksang Arts Award. In seguito ha ottenuto ruoli da protagonista nel melodramma Pokpungjeon-ya (2010), nella sitcom Sonnyeoga pir-yohae (2012) e nella commedia romantica Hanbeondo anhaebon yeoja (2014).

## Filmografia

### Cinema
- Miss Hongdangmu (미쓰 홍당무?), regia di Lee Kyung-mi (2008)
- Gwasok scandal (과속스캔들?), regia di Kang Hyeong-cheol (2008)
- Thirst (박쥐?), regia di Park Chan-wook (2009)
- Penthouse kokkiri (펜트하우스 코끼리?), regia di Jung Seung-gu (2009)
- Pokpungjeon-ya (폭풍전야?), regia di Cho Chang-ho (2010)
- White: Jeoju-ui melody (화이트: 저주의 멜로디?), regia di Kim Gok e Kim Seon (2011)
- Hanbeondo anhaebon yeoja (한번도 안해본 여자?), regia di Ahn Chul-ho (2014)
- Jangsusanghoe (장수상회?), regia di Kang Je-gyu (2015)
- Wrestler (레슬러?), regia di Kim Dae-woong (2018)
- Sunkist Family (썬키스 패밀리?), regia di Kim Ji-hye (2019)
- Hitman (히트맨?), regia di Choi Won-sub (2020)
- Hitman 2 (히트맨 2?), regia di Choi Won-sub (2025)

### Televisione
- Sarang-eul mid-eo-yo (사랑을 믿어요?) – serie TV (2011)
- Sonnyeoga pir-yohae (선녀가 필요해?) – serie TV (2012)
- Jamjaneun supsog-ui manyeo (잠자는 숲속의 마녀?) – film TV (2013)
- Gibun joh-eun nal (기분 좋은 날?) – serie TV (2014)
- Widaehan jogangjicheo (위대한 조강지처?) – serie TV (2015)
- Honsunnamnyeo (혼술남녀?) – serie TV (2016)
- Neo-ui deungjjag-e smashing (너의 등짝에 스매싱?) – serie TV (2017)
- Haja-inneun in-gandeul (하자있는 인간들?) – serie TV (2019)
- Crash Landing on You (사랑의 불시착?) – serie TV (2019-2020)
- So Not Worth It (내일 지구가 망해버렸으면 좋겠어?) – serie TV (2021)
- Uncle (엉클?) – serie TV (2021)
- Urineun oneulbuteo (우리는 오늘부터?) – serie TV (2022)
- I misteri del Cafè Minamdang (미남당?) – serie TV (2022)
- Curtain Call (커튼콜?) – serie TV (2022)
- Gaseokbangsimsagwan I Han-sin (가석방심사관 이한신?) – serie TV (2024)